# Lindau (Schiff, 2006)
Das Motorschiff Lindau ist ein Passagierschiff der Bodensee-Schiffsbetriebe GmbH (BSB) auf dem Bodensee. Sie verkehrt auf der Kurslinie zwischen Bregenz und Konstanz. Dort ersetzte sie am 1. Juli 2006 das gleichnamige Vorgängerschiff, die 1958 als Grünten in Dienst gestellte und 2004 stillgelegte Lindau.
Die Lindau wurde 2006 in der Bodan-Werft in Kressbronn am Bodensee gebaut und läutete am Bodensee eine neue Schiffsgeneration ein: Sie ist das erste sogenannte Galerieschiff mit einer Öffnung zwischen Haupt- und Oberdeck, wodurch sich das Schiff besonders für Sonder- und Eventfahrten eignet. Es verfügt über einen klimatisierten Saal für 200 Personen mit entsprechenden gastronomischen Einrichtungen und Bühnenbereich. Auch technisch wurde für den Bodensee Neuland betreten: Um die guten Fahreigenschaften auch bei ungünstiger Witterung zu gewährleisten, wurde für den Aufbau ab dem Oberdeck Aluminium statt Stahl verwendet. Und beim Antrieb wurde erstmals seit 1931 (Ausnahme: die alte Lindau) vom Standardantrieb mit Voith-Schneider-Propeller abgewichen und zwei Festpropeller mit elektro-hydraulischer Steuerung der Doppelruderanlage des Herstellers van der Velden verbaut.  
Als Taufgeschenk erhielt sie den Kompass der GD Stadt Lindau, der im Herbst 1887 nach einer Kollision mit der Habsburg vor der Lindauer Hafeneinfahrt sank.